# Kifuka
Kifuka est un village du Sud-Kivu, en République démocratique du Congo. Installé dans une région montagneuse, il s'agit de la localité qui est située le plus près du site qui reçoit annuellement la plus grande quantité de foudre sur la planète Terre. Cet endroit est frappé par 158 éclairs par kilomètre carré chaque année.